# 중앙방송 (대한민국 민영방송사)
(구)중앙방송 (현)JTBC PLUS은 1999년에 제일기획의 방송사업부문을 인수하여 만든 방송법인이다. 골프전문채널 J골프를 운영했던 방송사이다. 1993년 3월 1일에 출범하여, 2002년부터 한때는 히스토리채널도 개국하기도 하였지만,(2017년 9월 26일 히스토리 인포테인먼트채널 A&E 네트웍스의 매각, 딜라이브, IHQ가 함께함.) 2009년 1월 1일부터 계약이 끝나 Q채널(구 QTV) (지금은 JTBC2 종합엔터테인먼트채널)과 카툰 네트워크 코리아도 한때 중앙방송이 운영했으나 터너엔터테인먼트네트웍스코리아가 분리된 후에 (당시 중앙미디어큐채널유한회사(현재 JTBC 플러스) 및 중앙애니메이션유한회사) 중앙방송은 폐체가 되어서 2011년 12월 1일에 JTBC가 되었다.

## JTBC 플러스 운영
| 채널명           | 개국            | 비고                  |
| ---------------- | --------------- | --------------------- |
| JTBC             | 2011년 12월 1일 |                       |
| JTBC2            | 2016년 3월 1일  | (구) QTV Q채널        |
| JTBC4            | 2018년 4월 20일 | (구) 놀TV             |
| JTBC GOLF        | 2015년 3월 16일 | (구) J골프            |
| JTBC 골프&스포츠 | 2015년 8월 1일  | (구) 에스트리         |
| JTBC 골프&스포츠 | 2020년 3월 11일 | (구) JTBC3 FOX SPORTS |